# Roberto Terpin
Roberto Terpin (Gorizia, 9 dicembre 1943 – Trieste, 13 maggio 1995) è stato un arbitro di calcio italiano.

## Carriera
Per la sezione triestina ha iniziato ad arbitrare in Serie D nel 1970 ed in Serie C nel 1971.
Inizia a dirigere in Serie B nel 1974, precisamente il 10 marzo nella partita Arezzo-Catania (2-0). Nel torneo cadetto ha arbitrato 77 incontri in sette stagioni.
Esordisce nella massima serie nella gara Varese-Milan (0-1) del 4 maggio 1975. Complessivamente ha diretto 25 partite in Serie A in sei anni, arbitrando l'ultima gara a Torino il 22 marzo 1981, ovvero Juventus-Perugia (2-1).